# Ярных, Татьяна Григорьевна
Татьяна Григорьевна Ярных (род. 6 октября 1959 г., г. Новый Оскол Белгородской области) — украинский учёный-фармацевт. Доктор фармацевтических наук (1992), профессор (1994), заведующая кафедрой технологии лекарств Национального фармацевтического университета Украины с 2004 года и его заслуженный профессор (2013), заслуженный деятель науки и техники Украины (1999).
Лауреат Государственной премии Украины в области науки и техники (2013) — за учебник «Аптечна технологія ліків» (2007).

## Биография
Окончила фармацевтическое училище г. Курска в 1980 году и в том же году поступила в Харьковский фармацевтический институт, который окончила в 1985 г. С того же года старший лаборант, со следующего года ассистент кафедры аптечной технологии лекарств альма-матер. В 1988 г. защитила кандидатскую диссертацию «Разработка технологии и исследование настойки прополиса». С 1991 г. доцент. В 1992 г. защитила докторскую диссертацию «Создание составов, разработка технологии лекарственных препаратов прополиса и их исследование». Ученица А. И. Тихонова. С 1994 г. профессор. С 1992 по 1994 г. и. о. заведующей кафедрой аптечной технологии лекарств, с 2004 г. заведующая новообразованной кафедрой технологии лекарств (выделилась из кафедры аптечной технологии лекарств) Национального фармацевтического университета (до 2002 — академия, до 1992 — институт), член специализированного ученого совета при университете.
Занималась исследованиями по вопросам разработки состава и технологии лекарственных препаратов на основе продуктов пчеловодства.
Вице-президент по разработке лекарственных апипрепаратов общественной организации «Всеукраинская ассоциация апитерапевтов».
Состоит в International Association for Pharmaceutical Technology и в European Federation for Pharmaceutical Sciences.
Член редакционной коллегии журнала «Український біофармацевтичний журнал» и научного совета редакции журнала «Навигатор фармации».
Научная школа Т. Г. Ярных насчитывает 5 докторов и 10 кандидатов фармацевтических наук. Т. Г. Ярных являлась в частности научным консультантом докторской диссертации С. А. Тихоновой.
Увлекается выращиванием цветов.
Автор более 650 научных работ, из них 10 учебников, 27 методических рекомендаций, 20 практикумов и учебных пособий, 7 монографий. Автор 40 патентов, 8 свидетельств об авторском праве.

## Основные работы
Монографии
- Инновационные подходы к развитию медицины, фармацевтики и эколого-биологических исследований: монография / [авт. кол.: Князнва М. В., Колесов С. В., Хохленкова Н.В, и др.]. — Одесса: КУПРИЕНКО СВ, 2015. — 192 с. : ил., табл.
- Мед натуральный в медицине и фармации (происхождение, свойства, применение, лекарственные препараты): Монография / А. И. Тихонов, С. А. Тихонова, Т. Г. Ярных, О. С. Шпичак, Л. Н. Подорожна, С. С. Зуйкина, И. В. Андреева, Е. Е. Богуцкая; под ред. А. И. Тихонова. — Х.: Оригинал, 2010. — 263 с.: ил.
- Pylek kwiatowy — obnoze pszczele w farmacji i medycynie. — Apipol, Krakow, — 2008. — 273 c.
- Пыльца цветочная (обножка пчелиная) в фармации и медицине (теория, технология, медицинское применение): Монография / А. И. Тихонов, К. Содзавичный, С. А. Тихонова и др. (Под ред. А. И. Тихонова) // Х.: Изд-во НФаУ; Оригінал. — 2006.- 308 с.
- I. Tichonow, T.G. Yarnych, W.P. Czernych, I.A. Zupaniec, S.A. Tichonowa. «Teoria i practyka wytwarzania leczniczychpreparatow propolisowych» / Pod red. akademika A.I. Tichonowa. — Krakow: Drukarnia «Marka». — 2005. — 274 c.
- Теория и практика производства лекарственных препаратов прополиса. / Тихонов А. И., Ярных Т. Г., Черных В. П. и др. (Под ред. А. И. Тихонова) // Х.: Основа. — 1998. — 384 с.
- Актуальные проблемы биологии, химии и медицины : моногр. / авт. кол. : Ю. П. Зарубин, П. П. Пурыгин, Т. А. Соколова-Попова и др. — Одесса : КУПРИЕНКО СВ, 2014. — 235 с.

Учебники
- Аптечна технологія ліків: підручник для студ. фарм. ф-тів ВМНЗ України ІІІ-IV рівнів акредитації / Тихонов О. І., Ярних Т. Г.; за ред. О. І. Тихонова. — Вид.4-те, випр. Та допов. — Вінниця : Нова Книга, 2016. — 536 с.
- Tikhonov A.I., Yarnykh T.G., Yuryeva A.B., Garkavtseva O.A. Chemist’s Technology of Drugs: The manual for students of higher schools / Edited by A.I. Tikhonov and T.G. Yarnykh. — Kharkiv: NUPh; Original, 2011. — 424 p.
- Біофармація: підруч. для студ. фармац. вузів і фак./ О.І. Тихонов, Т. Г. Ярних, І.А. Зупанець, Н. А. Бездєтко, О. С. Данькевич, О.Є. Богуцька, Ю. М. Азаренко, Ю. В. Левачкова.; Під ред. О.І. Тихонова - Х.: Вид-во НФаУ; Золоті сторінки, 2010. — 240 с.
- О.І.Тихонов, Т. Г. Ярних. Аптечна технологія ліків: підручник для фармацевтичних вузів і факультетів. / Вінниця: Вид-во Нова Книга. — 2007. — 640 с.
- А. И. Тихонов, Т. Г. Ярных. Технология лекарств. Учеб. для фармац. вузов и фак. / Х.: Изд-во «Оригинал». — 2006. — 703 с
- О.І.Тихонов, Т. Г. Ярних. Аптечна технологія ліків: підручник для фармацевтичних вузів і факультетів. / Вінниця: Вид-во Нова Книга. — 2004. — 640 с.
- Биофармация: Учеб. для студ. фармац. вузов и фак. / А. И. Тихонов, И. А. Зупанец и др. (Под ред. А. И. Тихонова) // Х.: Изд-во НФаУ; Золотые страницы. — 2003. — 240 с.
- Основы гомеопатической фармации: Учеб. для студ. фармац. специальностей вузов. / А. И. Тихонов, С. А. Тихонова, В. А. Соболева и др. (Под ред. А. И. Тихонова) // Х.: Изд-во НФАУ; Золотые страницы. — 2002. — 574 с.
- Тихонов А. И., Ярных Т. Г. Технология лекарств: Учеб. для фармац. вузов и фак.: Пер с укр. / Х.: Изд-во НФАУ; Золотые страницы. — 2002. — 704 с.
- Тихонов О.І., Ярних Т. Г. Аптечна технологія ліків: Підручник для фармацевтичних вузів і факультетів. / Під ред. О.І.Тихонова. — Харків: РВП «Оригінал». — 1995. — 600 с.